# Decompressiebom
Een decompressiebom is een Denial-of-Service-aanval waarbij een klein gecomprimeerd bestand gedecomprimeerd wordt tot een gigantisch bestand wat zeer veel van het computersysteem vergt en er voor kan zorgen dat het systeem of de software blijft hangen. Alle webbrowsers zijn kwetsbaar voor deze aanval door een webpagina die met gzip gecodeerd is te bezoeken. Sommige virusscanners hebben ook last van dit probleem aangezien deze decompressie uitvoeren om een bestand in het geheugen te analyseren. Verscheidene virusscanners hebben detectie ingebouwd om problemen met decompressiebommen te voorkomen.
Een groot tekstbestand dat bijvoorbeeld alleen uit hetzelfde teken bestaat (e.g., 'aaaa...'), kan gecomprimeerd worden tot een zeer klein bestand. Wanneer dit bestand naar een ander wordt gestuurd, kan die nietsvermoedend het proberen te openen wat ervoor zorgt dat het systeem het probeert te decomprimeren tot een zeer groot bestand.
Decompressiebommen worden weinig op grote schaal gebruikt om kwaad uit te richten aangezien men er alleen een systeem mee kan uitschakelen. Er kan bijvoorbeeld niet tegelijkertijd spyware of andere malware worden geïnstalleerd.